# Marián Smrek
Marián Smrek (* 8. Februar 1987) ist ein slowakischer Badmintonspieler. 

## Karriere
Marián Smrek wurde 2007 erstmals nationaler Meister in Slowakei. Weitere Titelgewinne folgten 2008 und 2009. 2012 nahm er an den Mannschaftseuropameisterschaften teil. 

## Sportliche Erfolge
| Saison | Veranstaltung                | Disziplin | Platz | Starter                            |
| ------ | ---------------------------- | --------- | ----- | ---------------------------------- |
| 2000   | Slovak Nationals U13 2000    | MD        | 3     | Marián Smrek / Marek Milý          |
| 2002   | Slovak Nationals U15 2002    | MS        | 3     | Marián Smrek                       |
| 2002   | Slovak Nationals U15 2002    | MD        | 3     | Marián Smrek / František Hajdun    |
| 2002   | Slovak Nationals U17 2002    | XD        | 3     | Marián Smrek / Radka Cibáková      |
| 2003   | Slovak Nationals U17 2003    | XD        | 3     | Marián Smrek / Veronika Barteková  |
| 2003   | Slovak Nationals U17 2003    | MD        | 1     | Marián Smrek / Vladimír Závada     |
| 2003   | Slovak Junior Nationals 2003 | MD        | 3     | Vladimír Závada / Marián Smrek     |
| 2004   | Slovak Nationals U17 2004    | XD        | 3     | Marián Smrek / Mária Bednárová     |
| 2004   | Slovak Nationals U17 2004    | MD        | 1     | Vladimír Závada / Marián Smrek     |
| 2004   | Slovak Junior Nationals 2004 | MD        | 1     | Vladimír Závada / Marián Smrek     |
| 2004   | Slovak Junior Nationals 2004 | XD        | 3     | Marián Smrek / Mária Bednárová     |
| 2004   | Slovak Nationals U17 2004    | MS        | 3     | Marián Smrek                       |
| 2005   | Slovak Junior Nationals 2005 | MS        | 2     | Marián Smrek                       |
| 2005   | Slovak Junior Nationals 2005 | MD        | 1     | Vladimír Závada / Marián Smrek     |
| 2005   | Slovak Junior Nationals 2005 | XD        | 3     | Marián Smrek / Veronika Barteková  |
| 2006   | Slovak Junior Nationals 2006 | MD        | 1     | Vladimír Závada / Marián Smrek     |
| 2007   | Slovak Nationals 2007        | MD        | 1     | Vladimír Závada / Marián Smrek     |
| 2008   | Slovak Nationals 2008        | XD        | 1     | Marián Smrek / Kvetoslava Orlovská |
| 2008   | Slovak Nationals 2008        | MD        | 1     | Vladimír Závada / Marián Smrek     |
| 2009   | Slovak Nationals 2009        | MD        | 1     | Vladimír Závada / Marián Smrek     |